# El Palmar de Troya
El Palmar de Troya ist ein spanisches Dorf und eine Gemeinde in der Provinz Sevilla, das etwa 30 km südlich von Sevilla liegt. El Palmar de Troya hat 2.306 Einwohnern (Stand: 2024). 
Die Bevölkerungszahl wuchs von 1936 bis 1965 von etwa 200 auf 2000, da in der Nähe der Stausee Torre del Aguilar angelegt wurde. Die Bevölkerung lebt heute vor allem von der Landwirtschaft, viele Einwohner wandern in der Erntesaison in andere Regionen, zum Beispiel zur Erdbeerernte in die Provinz Huelva.
El Palmar de Troya ist Sitz der Palmarianisch-Katholischen Kirche des 2005 verstorbenen Clemente Domínguez y Gómez („Papst Gregor XVII.“) und seiner Nachfolger. Die Kathedrale der Gemeinschaft ist geschützt durch eine Mauer, die genaueres Besichtigen verhindert. 
El Palmar de Troya ist seit dem 2. Oktober 2018 eine selbstständige Gemeinde, der Ort gehörte zuvor zu Utrera.

## Einzelnachweise

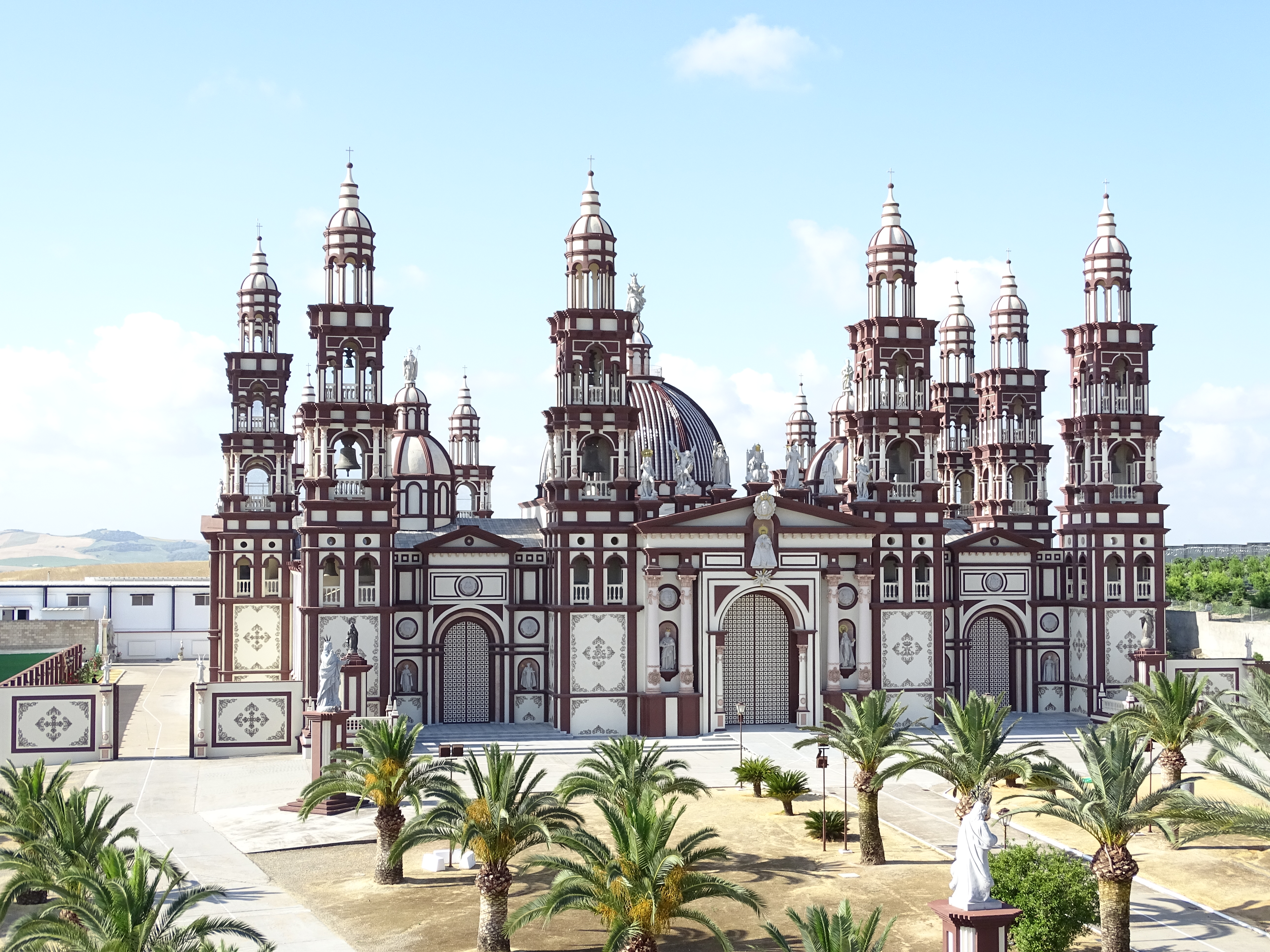
Kathedrale der Palmarianisch-Katholischen Kirche

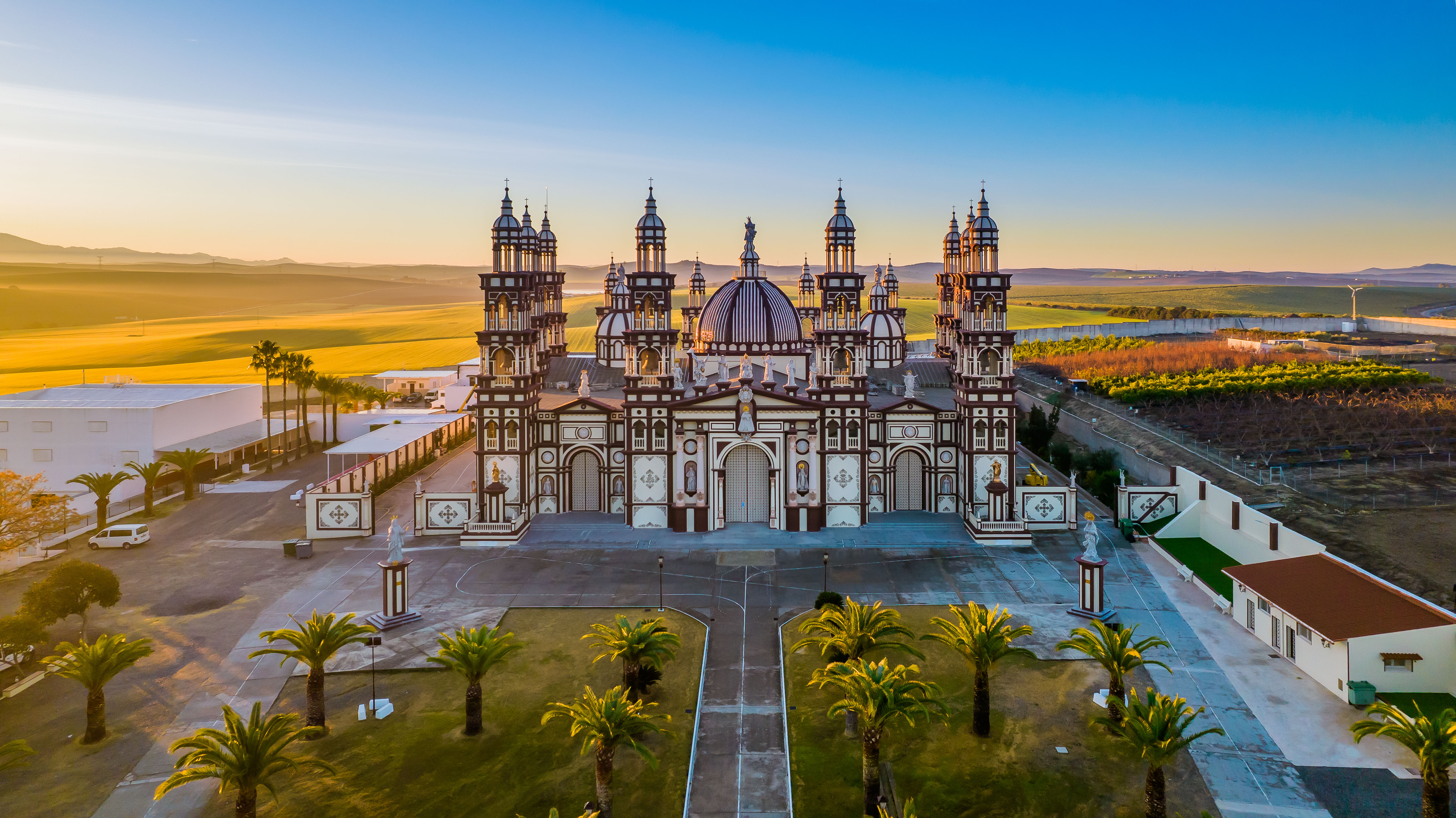
Kathedrale in El Palmar de Troya